# The Ever Popular Tortured Artist Effect
The Ever Popular Tortured Artist Effect är ett musikalbum av Todd Rundgren lanserat 1982. Det var hans tionde studioalbum och det sista han gjorde för skivbolaget Bearsville Records där han givit ut skivor sedan solodebuten 1970. Skivtiteln valde Rundgren med tanke på sitt ansträngda förhållande till skivbolaget och albumet var det sista han var skyldig att ge ut där enligt kontrakt. Albumet innehåller låten "Bang the Drum All Day" vilken blev en mindre singelhit.

## Låtlista
(låtar utan angiven upphovsman komponerade av Todd Rundgren)
1. "Hideaway" – 4:58
2. "Influenza" – 4:29
3. "Don't Hurt Yourself" – 3:41
4. "There Goes Your Baybay" – 3:53
5. "Tin Soldier" (Ronnie Lane, Steve Marriott) – 3:10
6. "Emperor of the Highway" – 1:39
7. "Bang the Drum All Day" – 3:32
8. "Drive" – 5:26
9. "Chant" – 4:20